# Yenugonda
Yenugonda es una ciudad censal situada en el distrito de Mahbubnagar en el estado de Telangana (India). Su población es de 10611 habitantes (2011).

## Demografía
Según el censo de 2011 la población de Yenugonda era de 10611 habitantes, de los cuales 5331 eran hombres y 5280 eran mujeres. Yenugonda tiene una tasa media de alfabetización del 80,65%, superior a la media estatal del 67,02%: la alfabetización masculina es del 88,27%, y la alfabetización femenina del 72,94%.